# Hajibaba Baghirov
Hajibaba Agharza oglu Baghirov (en azerí: Hacıbaba Ağarza Bağırov; Bakú, 12 de junio de 1932, - Bakú, 4 de octubre de 2006) fue actor de teatro y de cine de Azerbaiyán, Artista del Pueblo de la RSS de Azerbaiyán (1982).

## Biografía
Hajibaba Baghirov nació el 12 de junio de 1932 en Bakú. Empezó su carrera como actor en el Teatro  Estatal de Drama de Lankaran en 1950. Desde 1962 trabajó en el Teatro de Música Estatal Académico de Azerbaiyán. En 1996 fue designado el director artístico de este teatro. El actor recibió el título “Artista del Pueblo de la RSS de Azerbaiyán” en 1982 y fue galardonado con la “Orden Shohrat” en 1998.
Hajibaba Baghirov murió el 4 de octubre de 2006 en Bakú y fue enterrado en el Segundo Callejón de Honor.

## Filmografía
- 1964 – “Ulduz”
- 1966 - “La investigación continua”
- 1968 – “Por la ley”
- 1970 – “El general”
- 1974 – “La riza de actriz”
- 1974 – “Las páginas de la vida”
- 1975 - “Las manzanas son similares”
- 1979 – “Los hombres”
- 1982 – “Hola Zeynab”
- 1991 – “El último amor”

## Premios y títulos
- Artista de Honor de la RSS de Azerbaiyán (1974)
- Artista del Pueblo de la RSS de Azerbaiyán (1982)
- Orden Shohrat (1998)